# Albula (huyện)
Huyện Albula (tiếng Pháp: District du Albula, tiếng Đức: Bezirk Albula) là một huyện hành chính của Thụy Sĩ. Huyện này thuộc bang Graubünden. Huyện Albula có diện tích 723 km², dân số theo thống kê của cục thống kê Thụy Sĩ năm 1999 là 8921 người. Trung tâm của huyện đóng ở Vaz/Obervaz. Mã của huyện là 1821.